# 孟山乡
孟山乡，曾是中华人民共和国山西省晋中市平遥县下辖的一个乡镇级行政单位。2020年11月，将孟山乡行政区划整建制调整到东泉镇管辖。

## 行政区划
孟山乡下辖以下地区：
照四角村、魏家庄村、二郎村、下石庵村、石圐圝村、昌源庄村、贾封村、安洼村、花沟村、石家坡村、康家庄村和孔子峪村。